# Малигін Юрій Володимирович
Юрій Володимирович Малигін (нар. 29 квітня 1971, Луганськ, УРСР) — радянський та український футболіст та тренер, виступав на позиції воротаря. Зрадник України, генеральний директор т.зв. Луганського футбольного союзу т.зв. ЛНР.

## Кар'єра гравця
Футболом Юрій розпочав займатися з 6 років, вступивши до ворошиловградської СДЮШОР «Зоря», де його тренерами були Валерій Завенович Галустов і Володимир Григорович Петров. Спочатку був нападником, але в одному з матчів голкіпер його юнацької команди отримав травму, і захищати ворота тренер доручив високому для свого віку Малигіну. Надалі Юрій вже освоював воротарську мистецтво.
Закінчивши спортшколу, грав в аматорській команді «Стахановець», а в другій половині сезону 1988 року бал зарахований у першолігову «Зорю». Дебютував в основному складі 5 листопада, у виїзному поєдинку проти «Спартака» з Орджонікідзе. Матч останнього туру вже не мав жодного турнірного значення, незалежно від його результату «Зоря» покидала вищу лігу. Після першої половини гри ворошиловградська команда програвала з рахунком 2:0, і Юрій вийшов на другий тайм, замінивши основного голкіпера Валентина Єлінскаса. На 55 хвилині поєдинку Василь Кульков змусив капітулювати дебютанта, забивши третій м'яч. Пропущений м'яч став першим у професіональній воротарського кар'єрі Малигіна. У сезоні 1989 року Юрій практично не грав, будучи дублером запрошеного з донецького «Шахтаря» Сергія Золотницького, тому після завершення сезону, отримавши пропозицію перейти в «Сталь», Юрій дав згоду виступати за колектив з Комунарська, незважаючи на те що команда грала в аматорському чемпіонаті Української РСР. У 1990 році Малигін допоміг своїй новій команді успішно виступити в першості УРСР серед колективів фізкультури, за підсумками якого «Сталь» отримала право з наступного сезону грати у другій лізі чемпіонату СРСР. У сезоні 1991 року колектив посів 17 місце в 1 зоні другої ліги і наступного року стартував в першій лізі чемпіонату України. У цьому сезоні Юрій конкурував за місце в складі з іншими голкіпером — Олександром Ногіним. Першу частину сезону ворота захищав Малигін, а в другому колі зі старту виходив уже Олександр. «Сталь» за підсумками першості зайняла 9 місце, зберігши за собою місце в першоліговому турнірі. У 1993 році Ногін переходить у запорізьке «Торпедо» й Малигін стає основним голкіпером команди.
Напередодні початку сезону 1995/96 років Юрій повертається в рідне місто, де займає місце № 1 у «Зорі МАЛС». Дебют у вищій лізі України відбувся 29 липня 1995 року в виїзному поєдинку 2-го туру «Нива» (Тернопіль) — «Зоря МАЛС». Малигін вийшов на поле на 34 хвилині матчу, замінивши Серченка. Луганська команда до цього часу програвала з рахунком 0:3. Голкіперу вдалося до кінця гри зберегти свої ворота «на замку», але врятуватися від поразки його команда так і не змогла. В цілому сезон луганчани провели вкрай невдало. Клуб мав проблеми з фінансуванням, по ходу сезону в команді змінилося три головних тренера. Навіть хороша гра Малигіна, який відбив у чемпіонаті 5 пенальті, не змогла врятувати «Зорю» від пониження в класі. Наступний сезон луганський клуб провів у першій лізі. Малигін був не тільки основним голкіпером, але й капітаном команди.
У 1997 році Юрій перейшов у маріупольський «Металург», куди його запросив тренер Юрій Погребняк. Але під керівництвом нового наставника воротар провів лише одну гру, проти полтавської «Ворскли». Після цього поєдинку тренер був звинувачений в побитті судді матчу і дискваліфікований. Біля керма команди став новий наставник — Микола Павлов. Малигін зіграв у трьох матчах, але через отриману травму й тривале відновлення втратив місце в стартовому складі. Набирати форму доводилося в чемпіонаті області, граючи за команду «Еллада-Енергія», якою керував колишній наставник голкіпера Юрій Погребняк.
У 1999 році Малигін стає гравцем команди першого російського дивізіону «Кристал» (Смоленськ), де виступав під керівництвом тренера Курбана Бердиєва. У 2001 році переходить у «Динамо» з Санкт-Петербурга, яке виступало в другому дивізіоні ПФЛ. За підсумками сезону команда стала переможцем зони «Захід» і в стикових матчах за вихід до першого дивізіону зустрілася з липецьким «Металургом». У першому поєдинку динамівці обіграли суперника з рахунком 2:0, а Малигін став одним з героїв матчу, наприкінці першого тайму відбивши пенальті. У матчі-відповіді пітерці поступилися 0: 1, але за підсумками двох поєдинків завоювали путівку в перший дивізіон. Наступний сезон воротар провів у команді другого дивізіону «Лукойл» (Челябінськ), з якою зайняв 3 місце в зоні «Урал». Останнім російським клубом в кар'єрі голкіпера стало «Динамо» зі Ставрополя, де Юрій провів першу частину сезону 2003 року.
напередодні початку чемпіонату 2003/04 Малигін повертається в луганську «Зорю», з якою провів перше коло. У другій частині чемпіонату, зігравши декілька поєдинків за житомирське «Полісся», досвідчений голкіпер приймає рішення завершити професійну ігрову кар'єру, продовживши ще деякий час виходити на поле в складі аматорського «Шахтаря» зі Свердловська, який виступав у першості Луганської області.

## Кар'єра тренера
У 2005 році Малигін переходить на тренерську роботу, очолюючи «Зорею-2», яка виступала чемпіонаті Луганської області, та входить до тренерського штабу Юрія Коваля, під керівництвом якого «Зоря» повертається в елітний дивізіон. Старт у вищій лізі для команди видався невдалим. «Зоря» в трьох матчах взяла тільки одне очко, після чого керівництвом клубу відправило у відставку Юрія Коваля. До поєдинку 4 туру проти київського «Динамо» команду готував тимчасовий виконувач обов'язків головного тренера Юрій Малигін. Дебютний для нього в ролі наставника команди матч завершився поразкою луганчан 1:2, при цьому підопічні Малигіна показали непогану гру. До наступного матчу колективу був представлений новий наставник — Володимир Безсонов. Але і йому істотно покращити турнірне становище команди не вдалося. Наприкінці жовтня тренер покинув «Зорю». Решту часу до закінчення першого кола команда догравала під керівництвом Малигіна, зумівши здобути дві перемоги над «Таврією» й алчевською «Сталлю» з однаковим рахунком 1:0, але програвши на виїзді «Дніпру». До весняної частини чемпіонату колектив продовжив готувати Малигін, але вже після стартового поєдинку другого кола головним тренером був призначений черговий наставник — Олександр Косевич.
У 2007 році Юрій Володимирович очолив тренерський штаб команди другої ліги «Комунальник» (Луганськ). Після стартових матчів сезону 2007/08 років Малигін залишив тренерський місток, ставши спортивним директором клубу. У травні 2008 року, після того як луганську команду покинув її наставник Анатолій Куксов, Юрій Володимирович повертається на посаду головного тренера. Впевнено відігравши матчі другого кола, підопічні Юрія Малигіна стають переможцями групи «Б» й отримують путівку в першу лігу. У серпні того ж року тренер покинув клуб, який на той час переживав серйозні фінансові проблеми і згодом припинив виступи в першій лізі.
Надалі Малигін працював з низкою команд другої ліги — 2009 рік провів на чолі тренерського штабу команди «Гірник-спорт», у другому колі першості 2009/10 очолював «Полтаву», з якою зайняв 3 місце в групі «Б». Восени 2010 року нетривалий час працював з командою «Рось» (Біла Церква). У 2011 році тренував клуб «Лисичанськ», який виступав в чемпіонаті Луганської області.
У лютому 2013 року, Юрій Малигін прийняв пропозицію очолити тренерський штаб молдовського клубу «Ністру» (Атаки), ставши по ходу сезону вже третім наставником команди. Не збентежив Юрія Володимировича і той факт, що попередній тренер, Олександр Голоколосов пропрацював з колективом тільки два тижні. Під керівництвом Малигіна «Ністру» встиг провести два поєдинки, здобувши перемогу над «Зімбру» 2:0 і програвши «Рапіду» 1:3. В середині березня Малигіна на тренерському містку змінює черговий наставник — Володимир Лютий. Юрій Володимирович залишився працювати в клубі помічником головного тренера. Але на цьому тренерська чехарда не припинилася. Через місяць Лютий залишає свій пост, перебравшись в інший клуб з Молдови — «Рапід», а Малигін знову стає на чолі тренерського штабу «Ністру». Після початку російської агресії на Донбасі вирішив піти на співпрацю з окупантами та місцевими колаборантами. У жовтні 2014 року очолив так званий Луганський футбольний союз.

## Сім'я
Батько Юрія — Володимир Малигін, відомий в минулому футболіст, чемпіон СРСР 1972 року. Молодший брат Олександр також професійний футболіст. У Юрія є син, Сергій, який також став футболістом. Спочатку виступав на аматорськогому рівні. В сезоні 2011/12 років був у заявці на матчі Другої ліги хмельницького «Динамо», але на поле в офіційних матчах не виходив. Як і батько пішов на співпрацю з окупантами Донбасу (виступає за місцеві «клуби»).

## Досягнення
- Другий дивізіон чемпіонату Росії
  -  Чемпіон (1): 2001